# Lijst van voetbalinterlands Lesotho - Malawi
Deze lijst van voetbalinterlands is een overzicht van alle officiële voetbalwedstrijden tussen de nationale teams van Lesotho en Malawi. De landen hebben tot op heden veertien keer tegen elkaar gespeeld. De eerste ontmoeting was een vriendschappelijke wedstrijd op 8 augustus 1970 op in Lilongwe. Dit was tevens de eerste interland van het Lesothaans voetbalelftal. Het laatste duel, een groepswedstrijd tijdens de COSAFA Cup 2025, werd gespeeld in Bloemfontein (Zuid-Afrika) op 5 juni 2025.

## Wedstrijden
| №  | Plaats       | Datum            | Competitie                   | Wedstrijd        | Uitslag |
| -- | ------------ | ---------------- | ---------------------------- | ---------------- | ------- |
| 1  | Lilongwe     | 8 augustus 1970  | Vriendschappelijk            | Malawi − Lesotho | 1 − 2   |
| 2  | Lilongwe     | 10 augustus 1970 | Vriendschappelijk            | Malawi − Lesotho | 6 − 1   |
| 3  | Maseru       | 25 augustus 1979 | Vriendschappelijk            | Lesotho − Malawi | 0 − 3   |
| 4  | Mbabane      | 5 september 1981 | Vriendschappelijk            | Malawi − Lesotho | 4 − 1   |
| 5  | Maseru       | 22 januari 1995  | Afrika Cup 1996 kwalificatie | Lesotho − Malawi | 0 − 2   |
| 6  | Maseru       | 21 mei 2003      | Vriendschappelijk            | Lesotho − Malawi | 0 − 0   |
| 7  | Lusaka       | 11 juni 2005     | COSAFA Cup 2005              | Lesotho − Malawi | 1 − 2   |
| 8  | Secunda      | 20 juli 2008     | COSAFA Cup 2008              | Lesotho − Malawi | 0 − 1   |
| 9  | Windhoek     | 16 juni 2016     | COSAFA Cup 2016              | Malawi − Lesotho | 0 − 1   |
| 10 | Lilongwe     | 11 november 2017 | Vriendschappelijk            | Malawi − Lesotho | 1 − 1   |
| 11 | Durban       | 6 juli 2022      | COSAFA Cup 2022              | Lesotho − Malawi | 2 − 1   |
| 12 | Lilongwe     | 25 februari 2023 | Vriendschappelijk            | Malawi − Lesotho | 1 − 1   |
| 13 | Durban       | 14 juli 2023     | COSAFA Cup 2023              | Malawi − Lesotho | 1 − 1   |
| 14 | Bloemfontein | 5 juni 2025      | COSAFA Cup 2025              | Malawi − Lesotho | 0 − 1   |

## Samenvatting
| Competitie              | Totaal gespeeld | Winst Lesotho | Gelijk | Winst Malawi | Doelsaldo Lesotho – Malawi |
| ----------------------- | --------------- | ------------- | ------ | ------------ | -------------------------- |
| Afrika Cup-kwalificatie | 1               | 0             | 0      | 1            | 0 − 2                      |
| COSAFA Cup              | 6               | 3             | 1      | 2            | 6 − 5                      |
| Vriendschappelijk       | 7               | 1             | 3      | 3            | 6 −16                      |
| Totaal                  | 14              | 4             | 4      | 6            | 12 − 23                    |

LFA · 
Lesothaans vrouwenelftal
Interlands
Tegenstander:
Algerije ·
Angola ·
Benin ·
Botswana ·
Burkina Faso ·
Burundi ·
Centraal-Afrikaanse Republiek ·
Comoren ·
Congo-Kinshasa ·
Ethiopië ·
Gabon ·
Gambia ·
Ghana ·
Guinee ·
Ivoorkust ·
Kaapverdië ·
Kameroen ·
Kenia ·
Laos ·
Liberia ·
Libië ·
Madagaskar ·
Malawi ·
Maleisië ·
Marokko ·
Mauritanië ·
Mauritius ·
Mozambique ·
Myanmar ·
Namibië ·
Niger ·
Nigeria ·
Oeganda ·
Rwanda ·
Sao Tomé en Principe ·
Senegal ·
Seychellen ·
Sierra Leone ·
Soedan ·
Swaziland ·
Tanzania ·
Togo ·
Zambia ·
Zimbabwe ·
Zuid-Afrika
FAM · 
Bondscoaches · 
Topscorers · 
Malawisch vrouwenelftal
1962 - 1969 · 
1970 - 1979 · 
1980 - 1989 · 
1990 - 1999 · 
2000 – 2009 · 
2010 – 2019 ·
2020 − 2029
Algerije ·
Angola ·
Bangladesh ·
Benin ·
Botswana ·
Burkina Faso ·
Burundi ·
Comoren ·
Congo-Brazzaville ·
Congo-Kinshasa ·
Djibouti ·
Egypte ·
Equatoriaal-Guinea ·
Eritrea ·
Ethiopië ·
Gabon ·
Ghana ·
Guinee ·
Ivoorkust ·
Jemen ·
Kameroen ·
Kenia ·
Lesotho ·
Liberia ·
Libië ·
Madagaskar ·
Mali ·
Marokko ·
Mauritius ·
Mozambique ·
Namibië ·
Nigeria ·
Oeganda ·
Rwanda ·
Sao Tomé en Principe ·
Senegal ·
Seychellen ·
Sierra Leone ·
Soedan ·
Somalië ·
Swaziland ·
Tanzania ·
Togo ·
Tsjaad ·
Tunesië ·
Zambia ·
Zimbabwe ·
Zuid-Afrika ·
Zuid-Soedan